# 바트오치링 벌러르토야
바트오치링 벌러르토야(몽골어: Бат-Очирын Болортуяа, 1997년 5월 15일~)는 몽골의 레슬링 선수이다. 2020년 하계 올림픽에서 여자 자유형 밴텀급 동메달을 획득했으며 세계 선수권 대회에서 동메달 1개 획득했다.